# Рудольф Радемахер
Не плутати з підводником!
Рудольф «Руді» Радемахер (нім. Rudolf "Rudi" Rademacher; 19 червня 1913, Люнебург — 13 червня 1953, Люнебург) — німецький льотчик-ас, лейтенант люфтваффе. Кавалер Лицарського хреста Залізного хреста.

## Біографія

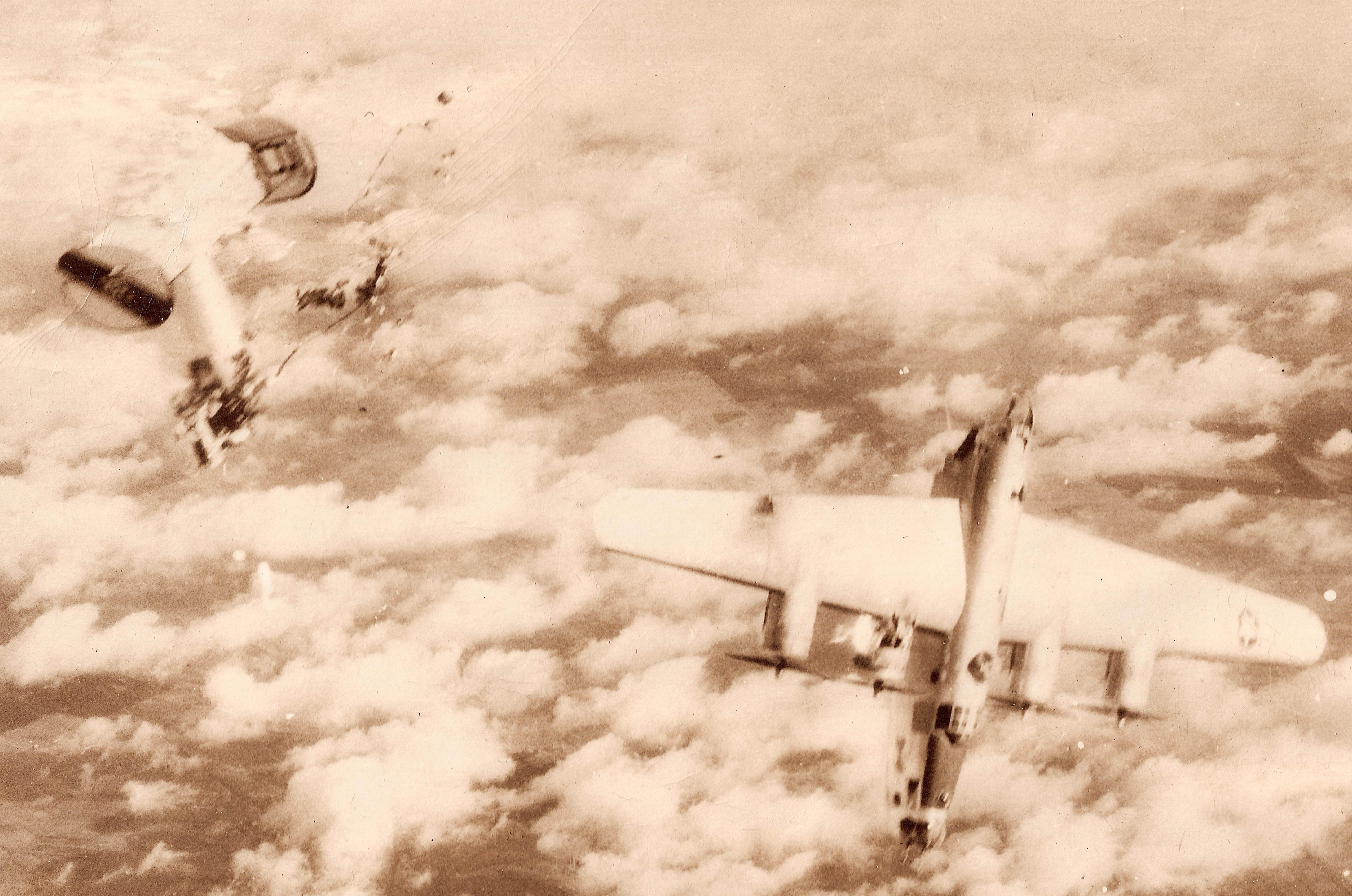
Бомбардувальник B-24, збитий Радемахером 4 квітня 1945 року.

Після закінчення льотної школи 1 грудня 1941 року був зарахований в 3-ї ескадрилью 54-ї винищувальної ескадри. Учасник Німецько-радянської війни. Свою першу перемогу здобув 9 січня 1942 року, а до кінця року на його рахунку було 22 збиті літаки. В березні 1943 року переведений в 1-у ескадрилью. 5 липня 1943 року протягом одного дня збив 7 радянських літаків (39-45 перемоги). 30 серпня 1944 року переведений в 1-у ескадрилью винищувальної групи «Північ», яка 4 листопада була розгорнуто в 1-у навчальну ескадру, дислоковану в Сагані. 18 серпня 1944 року його літак (FW.190А-8) був збитий американською авіацією, а Радемахер був поранений. В січні 1945 року переведений в 11-у ескадрилью 7-ї винищувальної ескадри. Літаючи на Ме.262, збив 23 літаки, включаючи 8 В-17, 2 В-24 і 4 Р-51. Всього за час бойових дій здійснив понад 500 бойових вильотів і збив 126 літаків, з них 98 радянських (включаючи 21 Іл-2). Загинув внаслідок аварії планера.

## Нагороди
- Нагрудний знак пілота
- Залізний хрест 2-го і 1-го класу
- Медаль «За зимову кампанію на Сході 1941/42»
- Почесний Кубок Люфтваффе (19 жовтня 1942)
- Німецький хрест в золоті (25 березня 1943)
- Лицарський хрест Залізного хреста (30 вересня 1944) — за 95 перемог.
- Авіаційна планка винищувача в золоті з підвіскою «500»